# Cubbyhole Cove
Die Cubbyhole Cove (von englisch cubbyhole ‚Abstellkammer, Kabuff‘) ist eine kleine Bucht am nördlichen Ende der Barff-Halbinsel an der Nordküste Südgeorgiens im Südatlantik. Sie liegt südwestlich des Kap Douglas.
Lieutenant Commander John M. Chaplin (1888–1977) von der Royal Navy benannte sie in den 1920er Jahren im Zuge der Discovery Investigations.